# Buddyjski Związek Diamentowej Drogi Linii Karma Kagyu
Buddyjski Związek Diamentowej Drogi Linii Karma Kagyu – związek wyznaniowy zarejestrowany w Polsce 27 stycznia 1984 roku, początkowo jako Stowarzyszenie Buddyjskie Karma Kagyu. 7 kwietnia 1990 roku wpisany do rejestru Kościołów i innych związków wyznaniowych prowadzonego przez Ministerstwo Spraw Wewnętrznych i Administracji w dziale A, pozycja 15.
W 2011 roku związek liczył 8284 członków i sympatyków skupionych w 62 ośrodkach medytacyjnych. Związkowi przewodziło 21 nauczycieli podróżujących po Polsce i zagranicy nauczając buddyzmu. Według danych spisu powszechnego z 2011 roku przynależność do Buddyjskiego Związku Diamentowej Drogi Linii Karma Kagyu zadeklarowały 3602 osoby, zaś według spisu powszechnego z 2021 przynależność zadeklarowało 3236 osób. 

## Działalność
Celem Związku jest udostępnianie w nowoczesny sposób buddyjskich nauk Diamentowej Drogi. Od czerwca 1992 roku wspólnota wydaje magazyn „Diamentowa Droga” w nakładzie 1500 egzemplarzy. Związek nie podlega żadnym organizacjom zagranicznym, chociaż stanowi część ogólnoświatowej sieci ośrodków Buddyzmu Diamentowej Drogi należących do linii Karma Kagyu – jednej z czterech głównych tradycji buddyzmu tybetańskiego.
Polska wspólnota buddystów praktykujących według tybetańskiej tradycji Karma Kagyu zawiązała się już w październiku 1976 roku, kiedy Ole Nydahl przyjechał do Krakowa na zaproszenie Władysława Czapnika. W 1978 roku powstały pierwsze poza Krakowem grupy medytujących (Warszawa i Szczecin).
W roku 1985 Stowarzyszenie Buddyjskie Karma Kagyu zakupiło zrujnowany dworek w miejscowości Kuchary koło Drobina (niedaleko Płocka, na trasie Warszawa-Gdańsk). Miejsce to przez wiele lat było siedzibą wspólnoty, do dzisiaj organizowane są tam duże kursy medytacyjne, na które przyjeżdża kilka tysięcy osób z Polski i zagranicy. Siedzibą organizacji jest ośrodek Stupa House w Warszawie. Od października 1994 roku do stycznia 2006 roku związek działał pod nazwą Związek Buddyjski Karma Kagyu.
Związek zrzesza ponad 60 ośrodków i grup medytacyjnych działających w całej Polsce. Zostały one założone przez Lamę Olego Nydahla i znajdują się pod duchową opieką XVII Karmapy Taje Dordże, zwierzchnika szkoły. Związek jest najliczniejszą w Polsce wspólnotą buddyjską.
Osobą reprezentującą związek wyznaniowy jest Marek Rosiński.